# Trichocolletes rufibasis
Trichocolletes rufibasis is een vliesvleugelig insect uit de familie Colletidae. De wetenschappelijke naam van de soort is voor het eerst geldig gepubliceerd in 1929 door Cockerell.
De soort komt voor in het zuiden van West-Australië.